# جت‌لایت
جت‌لایت (انگلیسی: JetLite) شرکت هواپیمایی هندی است، که در سال ۱۹۹۱ تأسیس شد.